# Microtome stramineata
Microtome stramineata är en fjärilsart som beskrevs av W. Warren 1906. Microtome stramineata ingår i släktet Microtome och familjen mätare. Inga underarter finns listade i Catalogue of Life.